# الضريح اللوبي البوني (دقة)
الضريح اللوبي البوني للملك ماسينيسا هو معلم أثري تونسي مصنف من قبل المعهد الوطني للتراث يقع في ولاية باجة في الشمال الغربي التونسي، تحديدا في دقة تم تصنيف المعلم في يوم 8 يونيو 1891.

## مقالات ذات صلة
- قائمة المعالم الأثرية المصنفة في تونس